# Chiesa del Carmine (Lugo)
La Chiesa del carmine è un edificio religioso che si trova in Piazza Fabrizio Trisi, a Lugo (RA). 

## Storia
La chiesa, nella quale si venera Sant'Ilaro, patrono della città, fu fondata come chiesa del convento dei padri carmelitani nel 1524 sulle macerie delle case della famiglia Rondinelli, acquisite dai frati nel 1517. Nel 1526 vi furono collocate, sotto la custodia dell'Ordine, le reliquie e il busto argenteo di Sant'Ilaro provenienti da un più antico oratorio ormai in abbandono. La costruzione della chiesa proseguì per tutto il XVI secolo, mentre nel Seicento fu realizzato il chiostro. 
L'edificio religioso fu completamente ricostruito nel Settecento. I lavori, su progetto dell'architetto ticinese Francesco Ambrogio Petrocchi, iniziarono nel 1748 e la nuova chiesa, molto innalzata rispetto alla precedente, fu decorata a partire dal 1760 ed inaugurata il 14 maggio 1772.
Nel 1798 il convento carmelitano fu soppresso dal governo napoleonico e, dopo una breve parentesi austriaca l'anno successivo, venne soppresso nuovamente nel 1800. I frati torneranno al convento, dopo la Restaurazione, solo nel 1822. Una nuova soppressione avvenne però nel 1866 da parte del nuovo stato unitario che cedette la chiesa al comune, che poi passò nel Fondo Edifici di Culto del Ministero dell'Interno. Attualmente la chiesa ed il convento sono detenuti in comodato nuovamente dall'ordine carmelitano.

## Descrizione
L'interno a navata unica senza transetto è coperto da volta a botte e presenta semicolonne in stucco addossate alle pareti laterali che delimitano i vari spazi entro i quali sono tre altari laterali per lato, due centrali più grandi degli altri. Al centro della volta è una tela con il Rapimento del profeta Elia, opera del lughese Benedetto del Buono, entro una cornice mistilinea in stucco. Tra le colonne della navata sono statue di santi e beati e sette tele dedicate alla vita del Profeta Elia, del XVII secolo, ma di autore ancora non identificato. 
Il primo altare destro è quello dedicato a Sant'Ilaro e conserva un busto reliquiario del santo in legno rivestito di argento della seconda metà del XX secolo. L'altare centrale della stessa parete, ricco di marmi, fu realizzato nel 1771, ai lati del quale sono le due figure in stucco della Fortezza e della Giustizia, opera di Antonio Trentanove. In esso vi si conserva una Madonna del Carmine di Antonio Checchi, detto Guidaccio da Imola, del 1481, commissionata per il più antico oratorio di Sant'Ilario e qui trasferita all'inizio del XVI secolo. L'opera, di una certa rarità nel contesto romagnolo, mostra riferimenti a Francesco del Cossa nelle tipologie delle figure, specie del Bambino, e alla pittura padovana nel plasticismo volumetrico della Vergine e nella costruzione prospettica.
Un grandioso arco introduce al presbiterio, coperto da una volta decorata da un tondo con la Virtù della Chiesa e da altri quattro ovali con la Fede, la Speranza, la Carità e l'Umiltà, tutte opere di Benedetto dal Buono, eccetto l'ultima, novecentesca, di Giulio Avveduti. L'altare maggiore in marmi colorati è del 1784; la pala d'altare, che raffigura Sant'Ilaro con Elia ed Eliseo (1751), è stata anch'essa eseguita da Benedetto dal Buono. Ai lati sono due statue raffiguranti la Vigilanza e la Provvidenza, realizzate nel 1771 da Antonio Carboni. Nel presbiterio sono anche i due pregevoli organi tuttora funzionanti: uno sulla parete destra del 1750, su cui si esercitò il giovane Gioachino Rossini (che visse a Lugo, città natale del padre, dal 1802 al 1805); l'altro dirimpetto, nella cantoria, un grande strumento del 1799 di Gaetano Callido.
Il terzo altare sinistro è corredato da un'interessante tavola con l'Annunciazione, opera della metà del Cinquecento ancora anonima. L'altare centrale della parete sinistra, del 1771, custodisce un'altra tela coeva del lughese Dal Buono, rappresentante la Gloria di san Giuseppe tra santa Teresa e Maddalena de' Pazzi.